# Kali fluoride
Kali fluoride là một hợp chất vô cơ có công thức hóa học KF. Sau hydro fluoride, KF là nguồn sơ cấp cung cấp ion fluoride cho các ứng dụng trong sản xuất và hóa học. Đó là một muối kiềm halide và tồn tại trong tự nhiên ở khoáng vật carobbiit hiếm. Dung dịch KF được dùng để khắc thủy tinh do sự hình thành fluorosilicat hoà tan, mặc dù acid HF hiệu quả hơn.

## Điều chế
Kali fluoride được điều chế bằng cách hòa tan kali carbonat trong acid fluorhydric dư. Sự bay hơi của dung dịch tạo ra các tinh thể kali bifluoride. Các muối bifluoride khi nung nóng sẽ tạo ra kali fluoride:
K2CO3 + 4HF → 2KHF2 + CO2↑ + H2O
KHF2 → KF + HF↑

## Tính chất tinh thể
Tinh thể KF có cấu trúc tinh thể giống NaCl: tinh thể lập phương. Thông số mạng tinh thể ở nhiệt độ phòng là 0,266 nm. 

## Ứng dụng trong hóa học hữu cơ
Trong hóa học hữu cơ, KF có thể được sử dụng để chuyển đổi hợp chất cơ-chlor thành hợp chất cơ-fluor, thông qua phản ứng Finkelstein (alkyl halide)  và quá trình Halex (aryl chlorid).  Các phản ứng như vậy thường sử dụng các dung môi phân cực như dimethyl formamide, ethylene glycol và dimethyl sulfoxide .  Crown ether và các chất diol cồng kềnh trong dung môi acetonitrile giúp quá trình fluor hóa halide đạt hiệu quả hơn. 

## Độ an toàn
Giống như các fluoride khác, F −, KF là chất độc, mặc dù liều lượng gây chết người đối với con người ở đơn vị gam. KF có hại khi hít và nuốt phải. Chất có tính ăn mòn cao, và tiếp xúc với da có thể gây bỏng nặng.